# 總菌落數檢測
總菌落數檢測一般應用於飲用水水質之監控。其主要功能是作為飲用水水質處理效能之評估，以及輸配管線是否遭受汙染之監控。溫泉水法規也將之列為水質微生物標準之檢測項目之一。
水質微生物總菌落數的檢測包括有混合稀釋法(Pour plate method)、塗抹法(Spread plate method)及濾膜法(Membrane filter method)三種。
三種總菌落數的檢測方法其使用的培養基、操作方式各有差異，因此數據並不宜互相比較，操作人員可以依法規需求、樣品特性、儀器及操作方便性等選擇其一進行檢測；惟在檢測之前須視樣品濃度進行適度的稀釋，目的是將樣品中微生物在單位體積內的數目，降低至可以計數的範圍。
在執行上常採用連續稀釋法(Serial dilution)。稀釋的倍數通常是以10倍體積連續稀釋。而在稀釋過程中需特別注意稀釋樣品必須完全混合均勻。混合通常使用振盪法混和樣品，可以用手或振盪器混合，混合時不可有任何待測樣品的潑灑。

## 混合稀釋法
混合稀釋法是將定量的待測樣品放入培養皿中，再加入未凝之瓊脂培養基，混合後，待瓊脂培養基凝固，於定溫下培養。

## 塗抹法
塗抹法是將稀釋好的樣品定量放在固體瓊脂培養基的表面上，利用角度約為120度的三角玻璃彎曲玻棒在培養基表面塗抹，旋轉培養皿，至水樣均勻分布於培養基表面。

## 濾膜法
濾膜法是利用水樣過濾的方式，使水樣中微生物在過濾的過程中，滯留在濾膜上方，然後將濾膜放置在m-HPC瓊脂培養基上培養，由生長之菌落數得知經過濾的樣品中微生物的數目。故此法常用於液體樣品菌數的測定，使用時須準備過濾的裝置和濾膜等相關設備。一般在以濾膜法進行計數時，樣品中的菌落數最好在20-80菌落數(CFU)內，所以樣品須先做適當的稀釋。